# Şehzade Mehmed Abid
Pour les articles homonymes, voir Abid.
Şehzade Mehmed Abid (en arabe : شہزادہ محمد عابد), né le 17 septembre 1905 à Constantinople et mort le 8 décembre 1973, il est le fils d'Abdülhamid II, sultan ottoman et de son épouse Saliha Naciye Hanım.

## Biographie
Şehzade Mehmed Abid est né au Palais de Yıldız le 17 septembre 1905. Sa mère était Saliha Naciye Hanım.
Au plus grand nombre de ses parents en 1909, Abid suit ses parents en exil à Salonique. Ils vivaient à Alatini Mansion. Un an après son retour à Istanbul et s’installe au Palais de Beylerbeyi avec son père. Abid avait treize ans quand son père, Abdülhamid est mort. Il a fait ses études aux lycée Galatasaray et Habibiya. En 1923, sa mère est également morte, quand il avait dix-huit ans.
Lorsque l’Empire ottoman a été aboli en 1924, la famille royale s’est exilée. Abid voulait s’installer en Égypte. Cependant, le roi Fouad Ier n’a pas permis à la famille d’entrer en Égypte. Il est d’abord allé à Beyrouth, tandis que son frère aîné Şehzade Mehmed Selim, s’installe à Jünye. Şehzade Abid s’est ensuite rendu à Nice. Là, il est resté avec sa sœur Hamide Ayşe Sultan.
Il est ensuite allé à Paris et est diplômé de la Sorbonne Université en 1936 et à la Faculté de sciences politiques en 1937. Il a également étudié la langue française et la littérature à l’Ecole Nationale des Langues Orientales Vivantes. Entre 1940 et 1948, il a vécu à Toulouse, Nice, Madrid, Lisbonne, Le Caire, Alexandrie et Tirana. Il est également nommé ambassadeur d’Albanie en France.

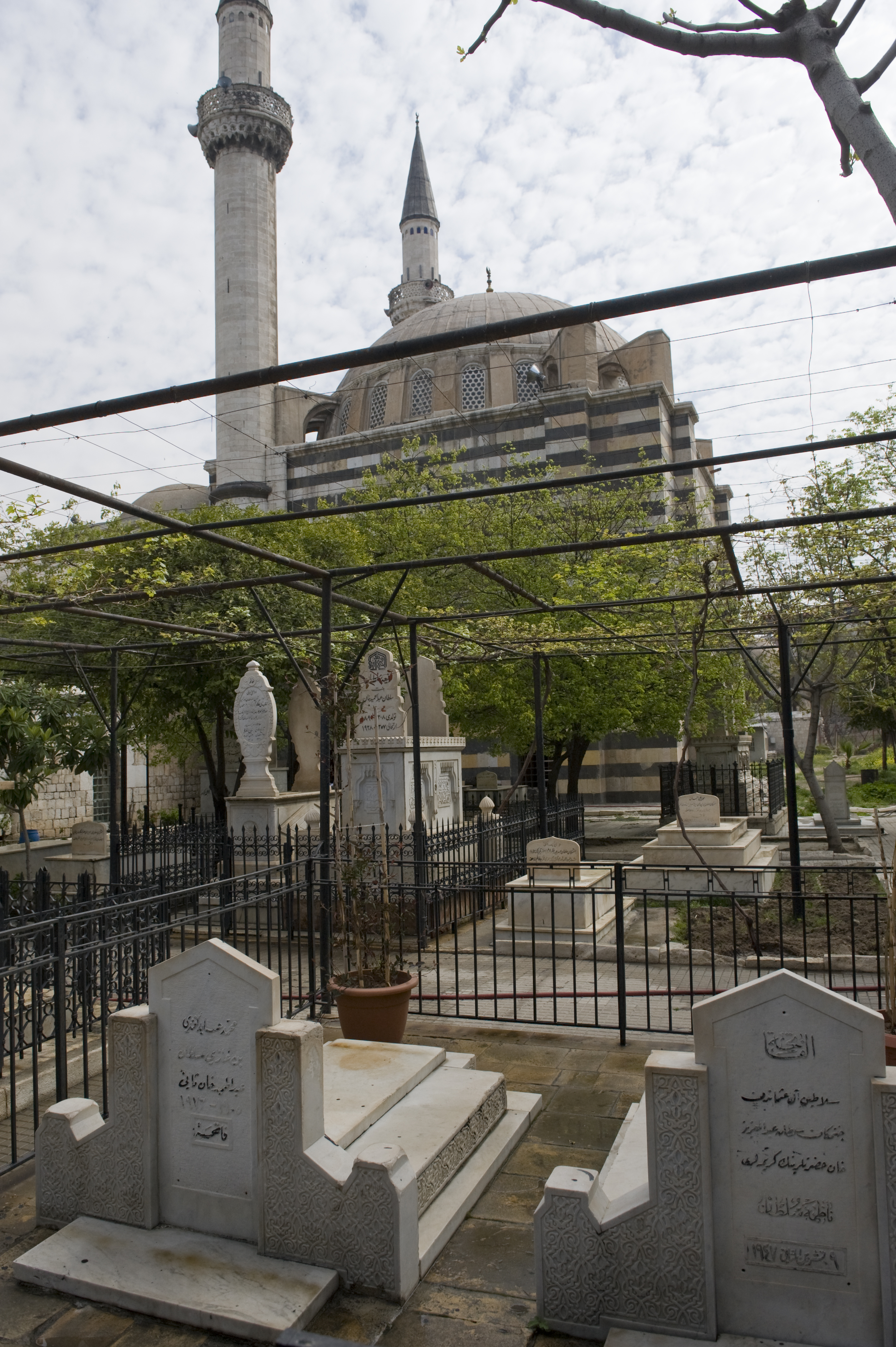
La tombe de Mehmed Abid (à gauche).

Il meurt à Beyrouth le 8 décembre 1973 et est enterré dans le cimetière de la takiyya Sulaymaniyya à Damas.

### Vie privée
Il s’est marié deux fois, mais n'a jamais eu d'enfants :
- Il se marie d’abord avec Pınardil Fahriye Hanım (morte vers 1934 à Nice, enterrée au cimetière musulman de Bobigny)[4].
- Il se marie ensuite à Tirana le 12 janvier 1936 et divorce en 1949 princesse Senije (Máti, 15 novembre 1908 – Cannes, 15 avril 1969), sœur du roi Zog Ier.

### Honneurs et distinctions
- Ordres et décorations albanais
  -  Grand-croix de l'Ordre de fidélité[5]